# Ежекторна флотаційна машина

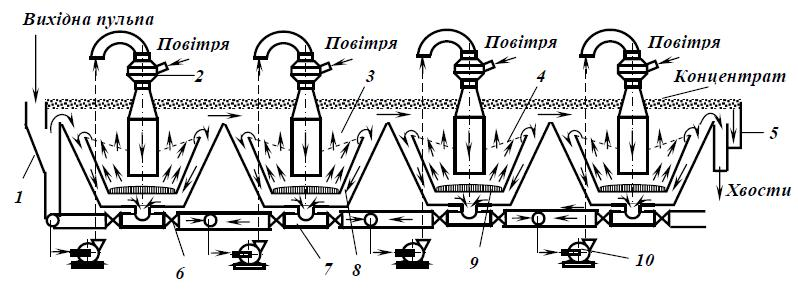
Схема ежекторної флотаційної машини.
1 — приймальний карман; 2 — ежектор; 3 — камера; 4 — відбійна решітка; 5 — розвантажувальний карман; 6 — крани; 7 — трубопровід; 8 — кармани; 9 — диск; 10 — насос.

Ежекторні флотаційні машині (Україна) ФЕ-6 і ФЕ-10 (з об’ємом камер 6 і 10 м3) — пневмогідравлічні флотаційні машини, які можуть компонуватись з будь-якого числа ступенів. Камери, а також завантажувальний і розвантажувальний (хвостовий) кармани з’єднуються між собою вільними переливами через затоплені пороги, що не виключає руху потоків пульпи трубопроводами як основне і циркуляційне навантаження.
Вихідний матеріал надходить у приймальний карман 1, а звідти частково в насос першого ступеня 10, куди також подається певний об’єм камерного продукту (циркуляційне навантаження). Від насоса 10 пульпа підводиться до ежектора 2, з якого аерована суміш по трубопроводу викидається всередину камери 3.
Флотаційна камера 3 виконана у формі зрізаної піраміди, кути якої відділені площинами і використовуються як кармани 8 для відбору камерного продукту. Пульпо-повітряна суміш завдяки ряду щілин восьмикутного диска 9 рівномірно розподіляється по всьому об’єму камери. Висхідні потоки гасяться відбійною решіткою 4. Пінний продукт накопичується у верхній частині флотаційної камери і видаляється звичайними пінознімачами, а камерний – через кармани 8 по трубопроводу 7 в насоси першого і другого ступенів, далі процес повторюється. Хвости видаляються з останньої камери через карман 5 з шибером. Для регулювання основного й циркуляційного навантаження слугують крани 6.
Переваги прямотечійних ежекторних машин полягають у високій продуктивності й селективності розділення, стабільності роботи при коливаннях навантаження та простоті регулювання рівня пульпи (одним хвостовим шибером).
Недоліками ежекторних машин є низька зносостійкість насосів і трубопроводів та неможливість здійснення перечисних операцій.